# Пайн-Веллі (Каліфорнія)
Пайн-Веллі (англ. Pine Valley) — переписна місцевість (CDP) в США, в окрузі Сан-Дієго штату Каліфорнія. Населення — 1645 осіб (2020).

## Географія
Пайн-Веллі розташований за координатами 32°50′30″ пн. ш. 116°30′39″ зх. д. / 32.84167° пн. ш. 116.51083° зх. д. (32.841536, -116.510761).  За даними Бюро перепису населення США в 2010 році переписна місцевість мала площу 18,51 км², уся площа — суходіл.

### Клімат
| Клімат : Пайн-Веллі   | Клімат : Пайн-Веллі | Клімат : Пайн-Веллі | Клімат : Пайн-Веллі | Клімат : Пайн-Веллі | Клімат : Пайн-Веллі | Клімат : Пайн-Веллі | Клімат : Пайн-Веллі | Клімат : Пайн-Веллі | Клімат : Пайн-Веллі | Клімат : Пайн-Веллі | Клімат : Пайн-Веллі | Клімат : Пайн-Веллі | Клімат : Пайн-Веллі |
| Показник              | Січ.                | Лют.                | Бер.                | Квіт.               | Трав.               | Черв.               | Лип.                | Серп.               | Вер.                | Жовт.               | Лист.               | Груд.               | Рік                 |
| Середній максимум, °C | 11,1                | 11,7                | 13,3                | 16,1                | 20,6                | 25,0                | 29,4                | 29,4                | 26,7                | 21,1                | 15,6                | 11,1                | 19,3                |
| Середній мінімум, °C  | −1,7                | −1,1                | 0,0                 | 1,7                 | 4,4                 | 8,3                 | 12,2                | 11,7                | 8,3                 | 3,3                 | 0,0                 | −2,8                | 3,9                 |
| Норма опадів, мм      | 141                 | 172                 | 147                 | 68                  | 18                  | 5                   | 10                  | 21                  | 19                  | 48                  | 83                  | 124                 | 601                 |
| --------------------- | ------------------- | ------------------- | ------------------- | ------------------- | ------------------- | ------------------- | ------------------- | ------------------- | ------------------- | ------------------- | ------------------- | ------------------- | ------------------- |
| Джерело:              |                     |                     |                     |                     |                     |                     |                     |                     |                     |                     |                     |                     |                     |

## Демографія
Згідно з переписом 2010 року, у переписній місцевості мешкало 1510 осіб у 610 домогосподарствах у складі 440 родин. Густота населення становила 82 особи/км².  Було 721 помешкання (39/км²).
Расовий склад населення:
| - 93,2 % — білих - 1,1 % — азіатів - 0,4 % — корінних американців - 0,4 % — чорних або афроамериканців - 0,1 % — вихідців з тихоокеанських островів - 1,3 % — осіб інших рас |

До двох чи більше рас належало 3,5 %. Частка іспаномовних становила 10,2 % від усіх жителів.
За віковим діапазоном населення розподілялося таким чином: 18,5 % — особи молодші 18 років, 68,1 % — особи у віці 18—64 років, 13,4 % — особи у віці 65 років та старші. Медіана віку мешканця становила 48,3 року. На 100 осіб жіночої статі у переписній місцевості припадало 100,3 чоловіків;  на 100 жінок у віці від 18 років та старших — 98,2 чоловіків також старших 18 років.
Середній дохід на одне домашнє господарство  становив 101 639 доларів США (медіана — 100 321), а середній дохід на одну сім'ю — 107 481 долар (медіана — 101 167). Медіана доходів становила 74 107 доларів для чоловіків та 45 862 долари для жінок. За межею бідності перебувало 9,1 % осіб, у тому числі 11,2 % дітей у віці до 18 років та 8,5 % осіб у віці 65 років та старших.
Цивільне працевлаштоване населення становило 748 осіб. Основні галузі зайнятості: освіта, охорона здоров'я та соціальна допомога — 24,5 %, мистецтво, розваги та відпочинок — 13,4 %, публічна адміністрація — 10,3 %, будівництво — 8,8 %.